# 迭戈马丁地区
迭戈马丁地区（英語：Diego Martin region）是特立尼达和多巴哥的9个地区之一，位于特立尼达岛西北部，北邻加勒比海，东临圣胡安-拉文蒂尔地区，南毗帕里亚湾，西接帕里亚湾，首府设于迭戈马丁，面积126平方公里，2011年人口102,957，人口密度每平方公里820人。